# Cerebratulus aureolus
Cerebratulus aureolus är en djurart som tillhör fylumet slemmaskar, och som beskrevs av Heinrich Bürger 1892. Cerebratulus aureolus ingår i släktet fläsknemertiner, och familjen Cerebratulidae. Inga underarter finns listade i Catalogue of Life.